# Pháp luật quốc tế về nhân quyền
Pháp luật quốc tế về quyền con người (tiếng Anh: International Human Rights Law) là tổng thể các nguyên tắc, các quy phạm pháp luật quốc tế do các quốc gia và các tổ chức quốc tế thỏa thuận xây dựng, trên cơ sở tự nguyện, bình đẳng, thông qua đấu tranh và thương lượng nhằm điều chỉnh mối quan hệ giữa các chủ thể của luật quốc tế trong việc tôn trọng, bảo vệ, thúc đẩy quyền con người và các tự do cơ bản của con người trong phạm vi lãnh thổ quốc gia, ở cấp độ khu vực và toàn cầu.

## Sự hình thành và phát triển
Chiến tranh thế giới thứ nhất kết thúc, một số tổ chức quốc tế được thành lập đã thông qua một số điều ước quốc tế nhằm bảo vệ các cộng đồng thiểu số, xóa bỏ chế độ nô lệ, cải thiện tình trạng ốm đau và thương xong trong các đợt xung đột vũ trang, bảo vệ trẻ em trong hoàn cảnh chiến tranh và thoát khỏi sự bóc lột (lao động, kinh tế, tình dục), đồng thời đưa ra các chuẩn mực quốc tế về lao động trẻ em. Năm 1924, Hội Quốc Liên thông qua Tuyên ngôn Giơnevơ về quyền trẻ em – văn kiện pháp lý đầu tiên đưa ra chuẩn mực quốc tế về các quyền con người của trẻ em.
Chiến tranh thế giới lần thứ hai (1939-1945) kết thúc. Những nỗ lực chung của cộng đồng quốc tế nhằm chấm rứt hành động tàn bạo và các hành động diệt chủng của Chủ nghĩa phát xít, nhu cầu liên kết lại để bảo vệ hòa bình và nhân phẩm con người đã dẫn tới sự ra đời của Liên Hợp Quốc – với cam kết bảo vệ các quyền tự do cơ bản của con người.
Từ đây, vấn đề tôn trọng và bảo vệ các quyền tư do cơ bản của cong người đã chính thức đặt trên nền tảng của Hiến chương Liên hợp quốc và luật hiện đại, mở đầu cho sự hình thành ngành luật quốc tế về quyền con người.
Tuyên ngôn quốc tế về quyền con người (UDHR) được Đại hội đồng Liên hiện quốc thông qua ngày 10 tháng 12 năm 1948 – là thỏa thuận pháp lý đầu tiên về quyền con người, được các quốc gia cùng nhau xây dựng, dựa trên việc thừa nhận phẩm giá vốn có, các quyền bình đẳng và bất di, bất dịch của mọi thành viên trong gia đình nhân loại là nền tảng tự do, công lý và hòa bình trên thế giới.
Sau 18 năm kể từ khi UDHR được thông qua, hai công ước là Công ước quốc tế về những quyền dân sự, chính trị và Công ước quốc tế về các quyền kinh tế, xã hội, văn hoá được Đại hội đồng Liên hiệp quốc thông qua ngày 16  tháng 12 năm 1966, có hiệu lực từ năm 1976.
Bản Tuyên ngôn thế giới về nhân quyền năm 1948, hai công ước quốc tế về quyền con người năm 1966, Nghị định thư bổ sung Công ước quốc tế về những quyền dân sự, chính trị (ICCPR) và Nghị định thư bổ sung Công ước quốc tế về các quyền kinh tế, xã hội, văn hoá (ICESCR) được cộng đồng quốc tế thừa nhận là Bộ luật quốc tế về quyền con người - xương sống của luật quốc tế về quyền con người.

## Đặc điểm
Pháp luật quốc tế về nhân quyền bên cạnh có những đặc điểm chung của Pháp luật quốc tế, còn có những đặc điểm riêng như sau:
- Không tập trung điều chỉnh mối quan hệ giữa các chủ thể của luật quốc tế với nhau mà tập trung chủ yếu vào điều chỉnh quan hệ giữa các quốc gia (nhà nước) và các cá nhân, các nhóm người yếu thế trong xã hội.
- Không phải là công cụ trực tiếp bảo đảm thực thi quyền con người trong phạm vi lãnh thổ quốc gia, trừ trường hợp thừa nhận hiệu lực trực tiếp.
- Điều chỉnh mối quan hệ giữa các cá nhân, các nhóm người yếu thế trong mối quan hệ với quốc gia.
- Quy định giới hạn và tạm đình chỉ quyền bất lợi.
- Quy định trách nhiệm của Nhà nước trong bảo đảm quyền con người.

## Nội dung quyền trong pháp luật quốc tế

### Quyền dân sự, chính trị
- Quyền sống
- Quyền bầu cử, ứng cử
- Quyền không bị tra tấn, đối xử dã man, tàn nhẫn hay xúc phạm nhân phẩm
- Quyền tự do và an ninh cá nhân
- Quyền được xét xử bằng một tòa án độc lập, không thiên vị
- Quyền được khắc phục, bồi thường về pháp lý khi bị vi phạm
- Quyền được bảo vệ đời tư
- Quyền tự do đi lại và lựa chọn nơi cư trú
- Quyền có quốc tịch
- Quyền tự do tín ngưỡng và tôn giáo
- Quyền tự do ngôn luận và bày tỏ chính kiến
- Quyền tự do lập hội, hội họp

### Quyền kinh tế, xã hội, văn hóa
- Quyền làm việc và hưởng thù lao công bằng, hợp lý
- Quyền được hưởng những điều kiện làm việc công bằng, thuận lợi
- Quyền được hưởng an sinh xã hội
- Quyền được thành lập và gia nhập công đoàn
- Quyền được bảo vệ của gia đình, bảo hộ đặc biệt đối với các bà mẹ trước và sau sinh con
- Quyền có mức sống bảo đảm
- Quyền được chăm sóc sức khỏe
- Quyền được giáo dục
- Quyền sở hữu tài sản

### Quyền của các nhóm dễ bị tổn thương
Các nhóm xã hội dễ bị tổn thương (vulnerable groups) là khái niệm dùng để chỉ các cộng đồng, nhóm người có vị thế về chính trị, kinh tế hoặc xã hội thấp hơn đa số, khiến họ có nguy cơ cao hơn bị bỏ quên hay bị vi phạm quyền. Bởi vậy, họ cần được chú ý bảo vệ đặc biệt so với những nhóm, cộng đồng người khác.
Các nhóm người dễ bị tổn thương gồm: Phụ nữ, Trẻ em, Người tị nạn, Người bị mất nơi ở trong nước (VD: do việc xây dựng các công trình thủy lợi), Thanh niên, Người không có quốc tịch (những người từ CPC về), Người thiểu số, Người bản địa, Người lao động di cư, Người khuyết tật, Người cao tuổi, Người có HIV/AIDS...

## Các văn bản về nhân quyền
Bên cạnh các văn kiện trên, các công ước, tuyên bố về quyền con người và liên quan đến quyền con người được Liên hiệp quốc thông quan từ khi thành lập (1945) đến nay như sau:
- Tuyên ngôn thế giới về quyền con người
- Luật điều ước:
  - Công ước quốc tế về các quyền dân sự, chính trị (ICCPR)
  - Công ước quốc tế về các quyền kinh tế, xã hội và văn hoá (ICESCR)
  - Công ước quốc tế về xoá bỏ mọi hình thức phân biệt chủng tộc(CERD)
  - Công ước chống tra tấn và các hình thức đối xử tàn bạo, vô nhân đạo và hạ nhục khác (CAT)
  - Công ước về xoá bỏ mọi hình thức phân biệt đối xử với phụ nữ (CEDAW)
  - Công ước quyền trẻ em (CRC)
  - Công ước quốc tế về bảo vệ quyền của tất cả những người lao động di cư và thành viên gia đình họ (CMW)
  - Công ước về các quyền của người khuyết tật
  - Công ước quốc tế về bảo vệ những người bị cưỡng bức mất tích
- Tuyên bố:
  - Tuyên bố Bắc kinh và cương lĩnh hành động
  - Tuyên bố về bạo lực với phụ nữ
  - Tuyên bố Viên và Chương trình Hành động, 1993. Tuyên bố này được Liên Hợp Quốc thông qua. Bản tiếng Việt có thể download ở link.
  - Tuyên bố Thiên niên kỷ của Liên Hợp Quốc, 2000
- Nguyên tắc
  - Hành đồng để chống lại sự miễn trừ
  - Quyền được có biện pháp khắc phục và đền bù
- Các công ước của ILO
  - Công ước ILO số 100 (về trả lương công bằng)
  - Công ước ILO số 111 ( Công ước về phân biệt đối xử (trong việc làm và nghề nghiệp)
- Các văn bản khác:
  - Nghị định thư không bắt buộc thứ hai của Công ước quốc tế về các quyền dân sự, chính trị năm 1966 về huỷ bỏ án tử hình, 1989
  - Công ước chống phân biệt đối xử trong giáo dục, 1960
  - Công ước về Quyền trẻ em, 1989
  - Nghị định thư không bắt buộc bổ sung Công ước về quyền trẻ em về việc buôn bán trẻ em, mại dâm trẻ em và văn hoá phẩm khiêu dâm trẻ em, 2000.
  - Nghị định thư không bắt buộc bổ sung Công ước về quyền trẻ em về việc lôi cuốn trẻ em tham gia xung đột vũ trang, 2000.
  - Công ước về cấm và hành động ngay để xoá bỏ các hình thức lao động trẻ em tồi tệ nhất, 1999
  - Công ước quốc tế về bảo vệ quyền của mọi người lao động di trú và các thành viên của gia đình họ, 1990 Bản tiếng Việt có thể xem ở link
  - Nghị định thư về chống đưa người di cư trái phép bằng đường bộ, đường biển và đường không, bổ sung cho Công ước của Liên Hợp Quốc về chống tội phạm có tổ chức xuyên quốc gia, 2000
  - Công ước về Nô lệ, 1926
  - Nghị định thư sửa đổi Công ước về Nô lệ 1926
  - Công ước bổ sung về xoá bỏ chế độ nô lệ, buôn bán nô lệ, các thể chế và tập tục khác tương tự chế độ nô lệ, 1956
  - Công ước về trấn áp việc buôn bán người và bóc lột mại dâm người khác, 1949
  - Nghị định thư về việc ngăn ngừa, phòng chống và trừng trị việc buôn bán người, đặc biệt là phụ nữ và trẻ em, bổ sung cho Công ước của Liên Hợp Quốc về chống tội phạm có tổ chức xuyên quốc gia, 2000.
  - Công ước về vị thế của người không quốc tịch, 1954
  - Công ước về vị thế của người tị nạn, 1951
  - Nghị định thư của Công ước về vị thế của người tị nạn, 1967
  - Công ước về ngăn ngừa và trừng trị các tội ác tra tấn, tội ác diệt chủng, tội ác chiến tranh và tội ác chống nhân loại
  - Công ước chống tra tấn và các hình thức trừng phạt hay đối xử tàn ác, vô nhân đạp hay hạ thấp nhân phẩm, 1984
  - Công ước về ngăn ngừa và trừng trị tội diệt chủng, 1948
  - Công ước về không áp dụng thời hiệu tố tụng với tội ác chiến tranh và tội ác chống nhân loại, 1968
  - Quy chế Roma về Toà án Hình sự quốc tế, 1998
  - Các Quy tắc chuẩn tối thiểu về đối xử với tù nhân, 1955
  - Các nguyên tắc cơ bản về đối xử với tù nhân, 1990
  - Tập hợp các nguyên tắc về bảo vệ tất cả những người bị giam hay bị cầm tù dưới bất kỳ hình thức nào, 1988
  - Các quy tắc của Liên Hợp Quốc về bảo vệ người chưa thành niên bị tước tự do
  - Các bảo đảm nhằm bảo vệ quyền của những người đang phải đối mặt với án tử hình, 1984
  - Các quy tắc hành động của cán bộ thi hành pháp luật, 1979
  - Các nguyên tắc cơ bản về sử dụng vũ lực và súng của cán bộ thi hành pháp luật, 1990
  - Các Quy tắc chuẩn tối thiểu của Liên Hợp Quốc về các biện pháp không giam giữ (Các Quy tắc Tokyo), 1990
  - Các nguyên tắc tiêu chuẩn tối thiểu của Liên Hợp Quốc về hoạt động tư pháp với người chưa thành niên (Các Quy tắc Bắc Kinh), 1985
  - Các hướng dẫn về làm việc với trẻ em trong hệ thống tư pháp hình sự, 1971
  - Các hướng dẫn của Liên Hợp Quốc về phòng ngừa phạm pháp ở người chưa thành niên (Các hướng dẫn Ri-át), 1990
  - Các nguyên tắc cơ bản về tính độc lập của toà án, 1985
  - Các nguyên tắc cơ bản về vai trò của luật sư, 1990
  - Các hướng dẫn về vai trò của công tố viên, 1990
  - Các nguyên tắc của Liên Hợp Quốc về người cao tuổi, 1991
  - Tuyên bố Cam kết về HIV/AIDS, 2001
  - Các Hướng dẫn quốc tế về HIV/AIDS và quyền con người, 1996
  - Tuyên bố về quyền của những người không phải công dân của quốc gia nơi họ đang sinh sống, 1985
  - Tuyên bố về quyền của những người thuộc các nhóm thiểu số về dân tộc, chủng tộc, tôn giáo và ngôn ngữ, 1992.